# St Arnaud
Pour les articles homonymes, voir St-Arnaud et Arnaud.
St Arnaud est une ville située en Australie, dans l’État de Victoria, à 244 km au nord-ouest de Melbourne. Elle est traversée par la Sunraysia Highway.
La population recensée en 2006 est de 2 272 habitants.
Sur le plan administratif, St Arnaud fait partie du comté des Grampians Nord.
La flore et la faune environnante sont caractéristiques du bush australien.

## Histoire
Avant l’arrivée des premiers colons européens au milieu du XIXe siècle, la région de St Arnaud était occupée par la tribu aborigène Wungaragira Gundidj.
La ruée vers l’or de 1855 attira plusieurs milliers de colons, formant ainsi le campement de New Bendigo. En 1856, le village minier fut renommé St Arnaud en l'honneur d'Armand Jacques Leroy de Saint-Arnaud, maréchal français célèbre pour sa victoire dans la bataille de l’Alma lors de la guerre de Crimée. D’ailleurs, de nombreuses rues tiennent leur nom des commandants britanniques ayant participé à cette guerre.
Dans les années 1870, le village se développa fortement grâce à son rôle de centre administratif et commercial pour les agriculteurs et éleveurs souhaitant s’installer au nord. L’arrivée du chemin de fer en 1878 contribua également à cet essor.
La fin de l’extraction minière au début du XXe siècle n'eut pas de répercussions négatives grâce à l'agriculture et l’élevage.
Le village de St Arnaud fut proclamé ville en 1950.

## Patrimoine architectural
La ville de St Arnaud est truffée de bâtiments historiques bien préservés, connus pour leurs vérandas en dentelle de fonte.
Le quartier historique, qui s’étend le long de Napier Street entre Millett Street et Inkerman Street, abrite le vieux bureau de poste (construit en 1866), le tribunal (1866), ainsi que la plus vieille caserne de pompiers de Victoria (1883) servant aujourd’hui de musée.

## Parcs et jardins
Le centre-ville dispose d'un certain nombre de jardins dont les Queen Mary Gardens avec leurs étangs et leurs arbres exotiques.
Différents parcs, tels que le Lord Nelson Park ou le Pioneer Park, permettent la pratique de loisirs et d’activités sportives.

## Transport public
La ville est desservie quotidiennement par les lignes V/Line suivantes : Melbourne Adelaide, Melbourne Donald et Melbourne Mildura.
La gare ferroviaire étant restaurée et fermée jusqu’à nouvel ordre, la compagnie V/Line assure le transport des passagers au départ ou à l’arrivée de St Arnaud en bus. Il est bien entendu possible de combiner le bus avec le train en se rendant à la gare d’une autre ville.

## Industrie locale
Une attention particulière est portée au secteur agricole. St Arnaud est une place forte de la production céréalière et de l’élevage de moutons. De nombreuses entreprises agroalimentaires y ont leur siège.

## Sport
St Arnaud a une équipe de football australien disputant la North Central Football League. Le hockey sur gazon est un autre sport dans lequel la ville se distingue.

## Culture
Chaque année, au mois d’octobre, se tient le Salon de l’Agriculture de St Arnaud.
La ville organise son festival annuel en novembre. Concerts, expositions et autres manifestations culturelles sont au programme.

## Personnalités
- John Ogburn (en), artiste moderne, né à St Arnaud
- Patrick Alfred Jennings (en), premier Premier ministre catholique de la Nouvelle-Galles du Sud, commerçant et propriétaire de la mine d'or à St Arnaud
- Pharez Phillips (en), conseiller municipal de St Arnaud, commerçant et agriculteur, qui a remporté la première élection fédérale pour le siège de Wimmera
- Gerald Ridsdale, ancien prêtre catholique reconnu coupable d'abus sexuels sur des enfants contre au moins 70 enfants
- Brudenell White (en), chef d'état-major de l'armée australienne, né à St Arnaud